# 金赫
金 赫（キム・ヒョク、朝: 김혁、英: Kim　Hyuk、1972年7月19日- ）は韓国出身の柔道選手。階級は60kg級及び65kg級。

## 人物
1993年の世界選手権60kg級では5位だった。1994年のアジア大会では決勝で園田隆二を判定で破って優勝を飾った。しかし、1995年の世界選手権と1996年のアトランタオリンピックには国内予選で金鍾元に敗れて代表になれなかった。1997年に階級を65kg級に上げると、世界選手権では決勝で地元フランスのラルビ・ベンブダウを内股で破って優勝を果たした。1999年にはアトランタオリンピック61kg級金メダリストの恵本裕子と結婚した。ソンムン大学で柔道のコーチを務めた。

## 主な戦績
60kg級での戦績
- 1992年 - 世界ジュニア　3位
- 1993年 - 世界選手権　5位
- 1994年 - 正力国際　3位
- 1994年 - フランス国際　優勝
- 1994年 - ドイツ国際　優勝
- 1994年 - グッドウィルゲームズ　優勝
- 1994年 - アジア大会　優勝
- 1994年 - 世界学生　優勝
- 1995年 - ユニバーシアード　優勝

65kg級での戦績
- 1997年 - フランス国際　3位
- 1997年 - オーストリア国際　2位
- 1997年 - 東アジア大会　優勝
- 1997年 - 世界選手権　優勝
- 1998年 - 正力国際　2位